# Yodé
Yodé, de son vrai nom Gervais Dali Djédjé, né le 1er janvier 1976 à Gagnoa, est un chanteur ivoirien. Il devient célèbre en 1990 pour avoir interprété la chanson Asec Kotoko, dont le morceau principal parle de l'histoire tragique entre le Ghana et la Côte d'Ivoire après un match entre l'ASEC Mimosas et l'Asante Kotoko en Ligue des champions dans les années 1990.

## Biographie

### Poussins chocs
Il a connu un grand succès dans le pays dans les années 1990 alors qu'il était membre du groupe Poussins chocs dont faisait également partie Siro. Ils font succès avec leur tube Asec-Kotoko, dont le morceau principal parle de l'histoire tragique entre le Ghana et la Côte d'Ivoire après un match entre l'ASEC Mimosas et l'Asante Kotoko en Ligue des champions dans les années 1990.

### Yodé & Siro
Depuis la séparation des Poussins chocs à la suite du décès de l'un d'entre eux Fifi Django, Yodé & Siro forment un duo qui est devenu célèbre dans les années 2000 avec trois albums notamment Victoire qui a connu un grand succès dans les années 2000-2001 avec des chansons à textes comiques parlant de la situation économique et politique du pays ainsi que les problèmes du quotidien des ivoiriens. Ensuite est venu en 2002 l'album Antilaléca toujours aussi comique avec de nombreux tubes comme 1er jour à Paris la chanson réponse à celle chantée par Magic System un gaou à Paris ainsi que la vie c'est mollo. Puis Yodé & Siro ont chanté pour la paix en Côte d'Ivoire avec de nombreux artistes zouglou (comme Bagnon, Pat Sako d'Espoir 2000, Collectif 1+1, Collectif BCG, ...). En ce moment Petit Yodé & Siro ont sorti un nouvel album à la suite des réclamations des fans intitulé « sign'zo » parlant des signes du zodiaque et de l'effet de ces derniers sur le comportement. Il y a aussi le tube Marie jo dénonçant l'infidélité des femmes ainsi que leur jalousie... Avec Sign'zo, le groupe Yodé & Siro entend conquérir le public international, à l'image de son compatriote Magic System dont il vient d'ailleurs de recruter l'ex-manager Angelo Kabila.

## Discographie
- 1996 : Asec-Kotoko (avec les poussins chocs)
- 1998 : Asec kotoko le retour (avec les poussins chocs)
- 2000 : Victoire
- 2002 : Antilaleca
- 2007 : Sign'zo
- 2020 : Héritage